# 中塚勝久
中塚勝久，日本男性配音員。藝名中。現為自由身。
為人熟悉的代表配音作品是SNK電玩格鬥遊戲《龍虎之拳》系列的頭目、在《格鬥天王》系列擔任配音的Mr.比克、《風雲黙示錄》系列的獅子王。

## 演出作品

### 遊戲
1995年
- 風雲黙示錄（日语：風雲黙示録）（獅子王）

1996年
- 格鬥天王'96（Mr.比克（日语：Mr.ビッグ (龍虎の拳)））
- 風雲Super Tac Battle（影·獅子王）

1997年
- 真說侍魂 武士道烈傳（王虎）

1998年
- 格鬥天王 草薙京（Mr.比克）

2000年
- 格鬥天王2000（獅子王[1]、Mr.比克[2]）

2008年
- 格鬥天王'98 ULTIMATE MATCH（Mr.比克）

## 腳註